# Betty Abahová
Betty Abahová (* 6. března 1974, Otukpo) je nigerijská novinářka, spisovatelka a aktivistka za práva žen a dětí. Je zakladatelkou a výkonnou ředitelkou neziskové organizace CEE HOPE, která se zabývá právy a rozvojem dětí.

## Mládí
Betty se narodila v Otukpo ve státě Benue v oblasti Středního pásu Nigérie. V roce 1999 získala první titul v oboru angličtina a literární věda na univerzitě v Kalabaru a v roce 2012 magisterský titul v oboru anglická literatura na univerzitě v Lagosu.

## Život
V roce 2008 opustila novinařinu a věnovala se práci v organizacích na ochranu práv žen a dětí. Spolupracovala s organizací Environmental Rights Action, organizovala kampaně za lidská práva, z nichž mnohé realizovala psaním na sociálních i tradičních mediálních platformách, tvorbou krátkých dokumentárních filmů a rozhovory pro rozhlas a televizi, a to jak na místní, tak na mezinárodní úrovni.
Je zakladatelkou a ředitelkou CEE HOPE, organizace, která pracuje ve prospěch žen v chudinských komunitách v Nigérii, včetně Makoka v Lagosu, největšího chudinského sídliště v této oblasti. Programy CEE HOPE se zaměřují na posílení role žen ve společnosti, mentoring a boj proti nejpalčivějším problémům, jako je těhotenství mladistvých, předčasné ukončení školní docházky a dětské sňatky.

## Aktivismus
Betty se podílela na několika případech porušování lidských práv. V roce 2019 se při příležitosti Dne menstruační hygieny, který se konal v Lagosu, zasadila o bezplatné rozdávání hygienických vložek ženám a dívkám.